# Anoplonida
Anoplonida is een geslacht van kreeftachtigen uit de klasse van de Malacostraca (hogere kreeftachtigen).

## Soorten
- Anoplonida cracentis Baba & de Saint Laurent, 1996
- Anoplonida inermis (Baba, 1994)
- Anoplonida patae Macpherson & Baba, 2006